# NGC 10
NGC 10 je spirální galaxie s příčkou typu SAB(rs)bc v jižním souhvězdí Sochaře. Galaxie se nachází ve vzdálenosti přibližně 106 megaparseků od Slunce, což odpovídá 346 milionů světelných let.  
Galaxie se na obloze jeví jako slabá mlhavá skvrnka (V ≈ 13,3 mag); k rozpoznání spirálních ramen je třeba alespoň 25 cm reflektor a velmi dobré pozorovací podmínky.

## Objev a historie pozorování
Galaxii NGC 10 objevil John Herschel dne 25. září 1834 z observatoře v Kapském Městě.  
Ve 20. století byla opakovaně fotografována na deskách POSS, později v digitálních přehlídkách DSS a ESO KIDS. Další data pocházejí z infračerveného průzkumu 2MASS, ultrafialového GALEX a radiových přehlídek NVSS a HIPASS.

## Fyzikální vlastnosti

### Vzdálenost a rozměry
Kombinací Hubbleova zákona (založeného na rudém posuvu) a Tully-Fisherovy relace (vztah mezi svítivostí a rotační rychlostí spirálních galaxií) byla určena vzdálenost galaxie NGC 10 na ∼106 ± 10 Mpc.

### Morfologie
Typ SAB(rs)bc značí slabou příčku (‘‘SAB’’), náznak vnitřního prstence (‘‘rs’’) a středně až volně vinutá spirální ramena (‘‘bc’’).  
V H-alfa snímcích se podél ramen nachází četné oblasti ionizovaného vodíku (H II).

### Hvězdotvorba
Z infračerveného toku (IRAS 60 µm) a ultrafialového záření (GALEX) vyplývá rychlost tvorby hvězd ≈2 M⊙/rok, což NGC 10 řadí mezi středně aktivní diskové galaxie.

### Plyn a prach
Průzkum HI 21 cm čáry (HIPASS) naměřil celkovou neutrální vodíkovou hmotu ≈1,6 × 10^10 M⊙.  
V radiovém kontinuálním průzkumu NVSS odpovídá galaxii slabý zdroj o toku 7,3 mJy při 1,4 GHz.

## Supernova SN 2011jo
Dne 22. prosince 2011 objevil amatérský astronom Stuart Parker supernovu typu II označenou SN 2011jo. Nacházela se 2″ východně a 16″ severně od galaktického jádra; při objevu měla jasnost ~18 mag.

## Pozorování v různých pásmech
- Optické – detailní fotografie z ESO KIDS a DSS zobrazují slabou příčku a prachové pásy.
- Ultrafialové (GALEX) – zvýrazňuje mladé hvězdy v ramenech.[13]
- Infračervené (2MASS, IRAS) – ukazuje starší hvězdné populace a prach.[14]
- Rádiové – H I profil (HIPASS) a kontinuum 1,4 GHz (NVSS).
- Rentgenové – v archivech ROSAT ani Chandra se neobjevuje výrazný rentgenový zdroj, takže NGC 10 patrně nehostí aktivní galaktické jádro.

## Viditelnost
Galaxie kulminuje kolem půlnoci v listopadu. Z Česka vystupuje kvůli deklinaci −34° jen několik stupňů nad obzor, a je proto obtížně pozorovatelná; z jižnějších zeměpisných šířek (Středomoří, Kanárské ostrovy) lze v dalekohledu ≥25 cm rozlišit jasné jádro a prodloužený disk.